# Kanton Vézins-de-Lévézou
Kanton Vézins-de-Lévézou (francouzsky Canton de Vézins-de-Lévézou) je francouzský kanton v departementu Aveyron v regionu Midi-Pyrénées. Tvoří ho čtyři obce.

## Obce kantonu
- Saint-Laurent-de-Lévézou
- Saint-Léons
- Ségur
- Vézins-de-Lévézou